# Songs of Moors & Misty Fields
Songs of Moors & Misty Fields – drugi album niemieckiego zespołu Empyrium.

## Opis albumu
Jest to ostatni doom metalowy album zespołu. Następne albumy, czyli "Where at Night the Wood Grouse Plays", oraz "Weiland" były czysto akustyczne. W "Songs of Moors & Misty Fields" dominują długie, epickie utwory przesycone melancholijną atmosferą, która jest spotęgowana brzmieniami fletu i wiolonczeli Nadine Mölter, oraz gitary basowej i barytonu wokalisty Schwadorfa – jej męża.

## Lista utworów
- "When Shadows Grow Longer" – 1:26
- "The Blue Mists of Night" – 6:24
- "Mourners" – 9:15
- "Ode to Melancholy" – 8:44
- "Lover's Grief" – 9:08
- "The Ensemble of Silence" – 9:52

## Wykonawcy
- Marcus Stock (znany także jako Ulf Theodor Schwadorf) – wokal, perkusja, gitary, bas
- Nadine Mölter – wiolonczela, flet
- Andreas Bach – klawisze (syntezator)

## Dodatkowy personel
- Andreas Beck
- Jürgen Holzhausen – oprawa graficzna
- Martin Koller – producent wykonawczy
- Timo Ketola